# سو سوک هیانگ
سو سوک هیانگ (انگلیسی: Seo Sook-hyang؛ زادهٔ) فیلم‌نامه‌نویس اهل کره جنوبی است.